# جرج آلن
جرج آلن (انگلیسی: George Allen؛ زاده ۸ مارس ۱۹۵۲) سناتور سابق عضو جمهوری‌خواه بود. وی در سال ۲۰۰۱ تا ۲۰۰۷ میلادی سناتور ایالت ویرجینیا در سنای ایالات متحده آمریکا بود.